# Сельское поселение «Газимуро-Заводское»
Се́льское поселе́ние «Газимуро-Заводское» — муниципальное образование в Газимуро-Заводском районе Забайкальского края Российской Федерации.
Административный центр — село Газимурский Завод.

## История
Статус и границы сельского поселения установлены Законом Читинской области от 19 мая 2004 года «Об установлении границ, наименований вновь образованных муниципальных образований и наделении их статусом сельского, городского поселения в Читинской области».

## Население
| 2010  | 2011  | 2012  | 2013  | 2014  | 2015  | 2016  |
| ----- | ----- | ----- | ----- | ----- | ----- | ----- |
| 3880  | ↘3873 | ↗3919 | ↗3928 | ↘3840 | ↘3808 | ↘3701 |
| 2017  | 2018  | 2019  | 2020  | 2021  |       |       |
| ↗3731 | ↗3741 | ↘3665 | ↘3580 | ↗3655 |       |       |

## Состав сельского поселения
| № | Населённый пункт  | Тип населённого пункта       | Население |
| - | ----------------- | ---------------------------- | --------- |
| 1 | Газимурский Завод | село, административный центр | ↘2451     |
| 2 | Игдоча            | село                         | ↘217      |
| 3 | Корабль           | село                         | ↘102      |
| 4 | Павловск          | село                         | ↘118      |
| 5 | Тайна             | село                         | ↘448      |
| 6 | Ямкун             | село                         | ↘136      |